# Team ECK
Team ECK, later bekend als Team RECK, was een stable van professioneel worstelaars dat actief was in de World Wrestling Federation (WWF) van 2000 tot 2001. De stable bestond uit Kurt Angle, Edge en Christian en Rhyno.

## Kampioenschappen en prestaties
- WWF Championship (1 keer – Kurt Angle)
- WWF Tag Team Championship (6 keer Edge en Christian)
- WWF Hardcore Championship (3 keer - Rhyno)
- King of the Ring (2000 - Kurt Angle; 2001 - Edge)